# D 817 (Türkei)
Die Straße D 827 (Devlet yolu 827) ist eine 176 km lange Straße in der Türkei. Sie besteht aus einem Westteil und einem Ostteil, die nicht miteinander in Verbindung stehen. Sie ist abschnittsweise Teil der Europastraße 91 und der Europastraße 98.

## Verlauf
Der Westabschnitt der Straße zweigt in Kozan von der D 815 nach Süden ab und führt über Ceyhan (Kreuzung mit der D 400) über die Autobahn Otoyol 52 zur Mittelmeerküste (Golf von İskenderun) im Badeort Yumurtalık. Dieser Abschnitt ist rund 83 km lang.
Der Ostabschnitt beginnt in Toprakkale westlich von Osmaniye und führt über Dörtyol und Payas parallel zur Autobahn Otoyol 53 (Europastraße 91) nach İskenderun. Hier verlässt sie die Küste und zieht über Belen zur D 825.
Die Straßennummer D 817 tragen noch zwei kurze Abschnitte bei Antakya (Hatay; 4 km) und südlich von Toprakkale (2 km).